# キャロル (バンド)
CAROL（キャロル）は、1970年代に活動した日本のロックバンド。1972年に結成し同年デビュー、1975年解散。

## メンバー
矢沢永吉（やざわ えいきち、1949年9月14日 - ）
ベース・ボーカル担当でバンドのリーダー。広島県広島市出身。
多くの作曲を手掛けた。
ジョニー大倉（ジョニー おおくら、1952年9月3日 - 2014年11月19日）
サイドギター・ボーカル担当。神奈川県川崎市出身。
本名の大倉洋一名義で多くの作詞を手掛け、「ロックに日本語の歌詞を乗せる」というスタイルを確立させた。
内海利勝（うちうみ としかつ、1953年5月30日 - ）
リードギター・ボーカル担当。神奈川県鎌倉市出身。
神奈川県立柏陽高等学校時代にエリック・クラプトンに憧れてギターを始め、もっぱらクリームなどのブルースロックを演奏していた。ビートルズが音楽の目覚めなのは矢沢、ジョニーとも共通するが、キャロル加入後もフラワー・トラベリン・バンドの追っかけをしていたという。当時はフォークがメジャーシーンに浮上しはじめ関東学院大学進学後、セミプロのバンドで活動していた頃にキャロルに参加。
解散後はイギリスのレゲエバンドThe Cimaronsとのコラボレーションでアルバムを発表。キャロルファンからは「裏切り者」と罵られた。いち早くレゲエのリズムを取り入れるなど意欲的で「たわごと」「鏡の中の俺」がヒットした。原田芳雄のバックバンドのギタリストを務めたこともある。
2012年には矢沢のデビュー40周年記念公演にゲスト参加しており、現在もblues file No.1やソロで活動している。
ユウ岡崎（ユウ おかざき、1951年12月14日 - ）
ドラムス担当。東京都豊島区出身。本名：石崎隆友（＝T・I）
キャロルのデビュー前はいくつかのアマチュアバンドやセミプロバンドで活動していた。初顔合わせの時、メンバーに「YOUたちなんかやってるのは、アレでしょ。ロッケンロールでしょ?」と言ったことから芸名が「ユウ岡崎」となった。

### 元メンバー
今井英雄（いまい ひでお)
ドラムス担当。結成からデビュー前まで在籍。後に吉野大作バンドに参加。

相原誠（あいはら まこと)
ドラムス担当。秋田県出身。ユウ岡崎が2ndシングルを録音後に逮捕されたため、代わって正式メンバーとして加入した。キャロルのメンバーとはアマチュア時代からの知り合いで、バンドがドラムの新メンバーを探していたときに、相原がたまたまキャロルの練習場の近くを歩いていたところ、メンバーから声を掛けられて加入を要請された（ミッキー・カーチスから紹介されたという説もある）。3rdシングルの「やりきれない気持ち / ホープ」、1stアルバム「ルイジアンナ」収録の「ホープ」（シングルと同じバージョン）、「ワンナイト」を担当。その後、岡崎が釈放されてバンドに復帰した為、入れ替わりで脱退となった。同年、二代目ドラマーとしてダウン・タウン・ブギウギ・バンドへ加入。1981年、病気で入院中のKEITHに代わるゲストドラマーとしてARBのアルバムにも参加。石橋凌を松田優作に繋いだのは相原である。
2020年4月13日、虚血性心不全のため逝去（68歳没）。
猿山（サミー）幸夫
サイドギター担当。元乱魔堂ベーシスト。
ジョニー大倉が失踪中であった1974年初頭の2ヶ月弱のみ在籍。後に大倉のバックバンド「ジョニー&ダーリン」にベーシストとして参加。内海利勝は「ルックスが良かったから引っ張ってきたんだと思う」と述べている。

## 経歴

### アマチュア期
1972年4月、矢沢永吉が川崎駅近くのイトウ楽器店に自ら書いた貼り紙で募集をかけ、ジョニー大倉、内海利勝、今井英雄と矢沢の4人で、同年6月結成される。貼り紙の文句は、「ビートルズとロックンロール好きなヤツ、求ム!」だった。矢沢とジョニーには既に妻子がいた。当時はフォークがメジャーシーンに浮上しはじめ、ディスコはバタバタ倒れて、ロックンロールを演奏できる場所がなくなっていった時期だった。ジョニー大倉が矢沢に電話して京急川崎駅で待ち合わせたが、矢沢は当時吉田拓郎みたいな肩まで伸びた長い髪で、ジョニーのリーゼントを笑ったという。近くの喫茶店で2～3時間話をしたが、その頃から矢沢は「ビッグになるために俺は広島から出て来た」と言っていたという。
もともと、ビートルズのコピーバンドとしてスタートし、ハンブルク時代のビートルズのロッカーズスタイルを真似することで注目を集める。音楽性やファッションは無名時代のビートルズを真似たものだったが、功績として高い評価を受けるのが、バンド結成当時から日本語のオリジナル曲を演っていたことにある。矢沢＝大倉の二人で多くの作詞作曲を担当（主に矢沢永吉作曲、ジョニー大倉作詞）した。
当初、バンドのコンセプトをつくっていたのはジョニー大倉。クリスマス・キャロルにインスピレーションを受けたという「キャロル」というバンド名に始まり、革ジャンにリーゼントというスタイル導入も彼の発案によるもの。当時、まともな革ジャンを売っているのはバイクショップぐらいしかなかったという。ビートルズの本の中にあったハンブルク時代の写真を見てジョニーが「これしかない!」と思いついたものだが、当時リーゼントでエレキギターを持ったら笑われたという。矢沢は、バンド結成当初はマッシュルームカットだった。矢沢は著書『成りあがり』の中で、革ジャン・リーゼント・ロックンロールというアイデアは、キャロル前の矢沢のバンド「ヤマト」の頃からの構想だったと書いている。
ジョニーはキャロル結成時にも精神病院に入院して一時連絡が付かず、半年後に現れた時には顔中切り傷があるような状態で、デビューから2年半、解散に至るまでのキャロルの動きは、大部分、矢沢によって決定されていく。矢沢はキャロル結成時には既に100曲以上のオリジナル曲を持っており、矢沢の性格、矢沢の生き方がキャロルの方向を決めていった。ファンやマスコミに触れるキャロルは、大半矢沢に代表されていた。
キャロル結成後の同年8月、横浜伊勢佐木町のディスコ・ピーナツで初演奏。ピーナツでは店のレギュラー・バンド、いわゆる"ハコバン"として採用された。もっぱら初期のビートルズナンバーや今日オールディーズと称されるアメリカンポップス、ロックロール・スタンダード、またお客からのリクエストにも応える。他に京浜地区のゴーゴーホールやナイトクラブ等でライブ活動を行う。メンバーの送り迎え、セッティング、店のマネージャーとの交渉など、バンドマネジメントは全て矢沢が行う。深夜から明け方まで、"荒くれの兵隊"や、"夜の商売の女"、"酔っ払い"、"演歌をやれと要求するヤクザ"相手に、ビール瓶や火の付いたタバコが飛んでくる中、演奏するヘヴィな下積み時代をおくり鍛え上げられる。東京蒲田の名門キャバレー・ウラシマに出演する頃には、キャロルのトレードマークともなる「革ジャン・リーゼント・ロックンロール」の三大要素も確立しつつあった。

### プロデビュー
フジテレビの人気番組『リブ・ヤング!』「ロキシー・ファッション 出演者募集」という企画（「ロキシー・ミュージック#エピソード」参照）に、ジョニーがハガキを送ったが断られた。これに頭にきた矢沢が『リブ・ヤング!』の担当者に電話を掛け、「俺たち、とっくの昔からロキシー・ファッションだけど？」などとハッタリをかました後、しつこくデモテープを送り続け番組出演が決まった。当時、吉田拓郎を始め、フォーク歌手の多くはテレビを拒否し、ラジオ出演やコンサートを通じてファンを増やす道を選んだが、矢沢は無名のキャロルを世に知らしめるには、テレビ出演が最も有効と考えた。反逆イメージの強いキャロルであるが、拓郎らがテレビやマスメディア拒否を貫いて既存の芸能界と喧々諤々になっていた状況にあって、ツッパリイメージは保ちつつ、音楽マスメディアを全く拒否せず、分かりやすい上昇志向が当時としては新鮮で、マスメディアから好意的に受け入れられた。
1972年10月8日、日本のロックシーンを塗り替える歴史的事件が起きた。『リブ・ヤング!』「ロキシー・ファッション 出演者募集」というダンス大会に出演。番組に集まったフィフティーズファッションの男女がツイストを踊り、その演奏を務めたのが革ジャン4人組のキャロルで、「ジョニー・B.グッド」や「グッド・オールド・ロックンロール」といった名曲を抜群のノリで演った。生放送で司会の愛川欽也が、「この中からリーゼントの一番キマってるナウいやつを1人選ぶ」と宣言し、内田裕也も出演していたが、完全にキャロルが番組を圧倒した。番組の最後に愛川がツイストを踊るたくさんのロックンローラーの中から選んだ1人を連れて来るのかと思ったら、センターに連れて来たのは矢沢で、矢沢の存在感は凄く、愛川が「キミが一番キマってた、名前は?」「矢沢です」「矢沢クンね」といったやりとりがあった。内田から先に直接オファーを受けたが、たまたま家で番組を見ていたミッキー・カーチスの目に留まり、番組プロデューサーの石田弘にミッキーから電話があり、「レコーディングしたいから、彼らを（先約がかかる前に）押さえておいて欲しい」と伝えられ、リーダーの矢沢がミッキーと電話で話し、内田のレーベルか、ミッキーのレーベルかでメンバーは迷ったが、結局、バンドは内田に丁寧に侘びをいれ、ミッキーを選ぶ。キャバレーで演奏していたようなバンドが一気にメジャーに駆け上がる伝説の始まりだった。
『リブ・ヤング!』出演3日後の10月11日、日本フォノグラムと専属契約を結ぶ。しかし、金銭的にバンド側に著しく不利な契約を長期で結んでしまい、後にバンドはミッキーと袂を分かつことになる。
デビュー曲「ルイジアンナ」のレコーディング直前、ドラムスを担当していた今井が「体が弱いからプロになるのはイヤだ」と言って脱退し、ミッキーの紹介で1972年11月、ユウ岡崎が正式メンバーとなった。
1972年12月20日、「ルイジアンナ」でデビュー。結成から3、4ヶ月でのプロデビューであった。同曲のドーナツ盤レコードには、東京・文京公会堂の無料コンサートチケットが同梱されていた。同コンサートには和田アキ子が友情出演している。
ミッキーのアイデアで「ルイジアンナ」でデビュー以降、異例の毎月一枚のシングルをリリース。1972年12月から1973年6月までの7枚のシングルが毎月売り出された。「ルイジアンナ」が20万枚、「ヘイ・タクシー」が10万枚、「ファンキー・モンキー・ベイビー」は30万枚を売り上げた。その他のレコードも平均10万枚を売り上げ、コンサートはどこも満員だった。
一般のマスメディアにキャロルの名前を強く印象付けたのは、1973年2月28日、内田裕也が主宰する第1回「ロックンロール・カーニバル」（渋谷公会堂）の出演だった。
当時ライバルと目されたファニー・カンパニー（ファニカン）は東京に拠点を移し、一気に売りだそうと画策していたら、キャロルに対するマスメディアの喰い付きが尋常ではなく、ファニカンのファーストアルバム『ファニー・カンパニー』は発売延期を余儀なくされ、売り出し方も方向転換せざるを得ない状況に追い込まれたという。
2枚目のシングル「ヘイ・タクシー / 恋の救急車」のレコーディング終了直後、ドラムスの岡崎がトラブルを起こして逮捕されたため、ミッキーの紹介（メンバーから直接声を掛けられたとの説もある）で相原誠（後にダウン・タウン・ブギウギ・バンドに参加）が新たなドラマーとして加入。3枚目のシングル「やりきれない気持ち / ホープ」のレコーディング終了後、岡崎が仮釈放されたため、スタッフと矢沢は相原をクビにして岡崎をメンバーに戻した。
『ぎんざNOW!』（TBS）の総合プロデューサー・青柳脩がキャロルの不良っぽさの虜になり、1973年初頭から翌1974年にかけて、『ぎんざNOW!』木曜日に16回以上出演。有名な解散ライブは『ぎんざNOW!』の特別編として後にテレビ放送された。『ぎんざNOW!』はキャロル登場以降、サブカル寄りでトリックスターみたいな人がいっぱい出てきたといわれる。1973年2月28日、内田裕也プロデュースの「第1回ロックンロール・カーニバル」（渋谷公会堂）に出演。『リブ・ヤング!』の熱演で、週刊誌も大きく取り上げ、篠山紀信、山本寛斎、龍村仁ら、業界人や若いクリエーター、地方のイベンターたちも会場に集まった。彼らはキャロルのロックバンドという以上の新時代のヒーローたる存在感にいち早く着目、篠山は『リブ・ヤング!』出演時からキャロルをマークし、キャロルを被写体としてフォト・セッションを続け、その作品はディスクジャケットや宣伝用写真として用いられた他、『週刊プレイボーイ』が毎週グラビアに掲載。キャロルのビジュアル・イメージ作りに一役買った。当時キャロルのメンバーはライブの前に大量に酒を飲みステージに上がった。「第1回ロックンロール・カーニバル」では、初の大舞台ということもあって、高ぶった感情を抑えようとメンバー全員で楽屋で大酒を煽り、極度のトランス状態に陥り、ジョニーが失神した。これによってキャロルは失神するほどの強烈なステージをするという噂が飛び交い、キャロル人気に拍車をかけた。
マスメディアのインタビューでは、矢沢が挑発的に喋りまくり、あとの三人は難しい顔をして黙るという戦略をとった。
1973年6月25日にリリースした7枚目のシングル「ファンキー・モンキー・ベイビー」は、当時のロックバンドとしては異例の30万枚を売り上げ、今なお多くのアーティストにカバーされている代表曲となった。
同年、NHKのディレクターだった龍村仁がドキュメンタリー『キャロル』を制作したが、放映の是非を巡ってNHK上層部と揉め、大きな社会問題になった。
この事件は、キャロルがひとつのロックンロールバンドを超えて、社会現象として1つの色に塗り替えた。
この頃からキャロルのコンサートは軒並みソールドアウトとなり、パニック状態となる。キャロルのスタイルに呼応して暴走族がコンサート会場に集まって集会を行い、演奏中に観客が暴れるなどの事件が起きたため、キャロルに会場を貸さない地方自治体も現れ、メンバーも苛立ちを募らせた。
ジョニーは著書で「ドラッグを始めたのは、キャロルがデビューしてすぐのころ」と書いており、当時ドラッグに依存する生活ぶりで破綻をきたしていたこともあり、人気絶頂時のツアー中、京都公演出発の朝に失踪、1973年11月23日～1974年2月中旬まで行方不明となった。発見されたのは川崎の精神病院だった。そのこともあり、矢沢のバンド内での影響力がさらに増す。暫くは3人での活動を進め、ジョニーを待ち、探したが出て来なかったので新メンバー・サミーを加えて活動した（その後ジョニーが復帰）。この時点でバンドはほぼ崩壊状態に陥っていた。
ジョニー復帰後の1974年3月21～4月5日、山本寛斎のファッションショーでのステージと龍村仁の映画撮影のため、渡欧しパリでライブを行う。1974年3月26日フランス・テレビジョンフランス国営放送に出演。大きな反響を呼び、欧州のプロモーターが公演プロモートを申し出た。
1974年8月ワンステップフェスティバル出演。最終日である8月10日における日本バンドのトリを務めた（大トリはオノ・ヨーコ）。

### 解散・その後
メンバー間で軋轢が生じ、1975年4月13日、日比谷野外音楽堂で解散。3千人収容の会場に7千人がつめかけた。解散ライブでは、特殊効果用の爆竹200発が雨で暴発し、火がセットに燃え移り、“CAROL”と書かれた電飾が焼けて崩れ落ちるというハプニングがあった。それを演出と思った観客も多かった。このあまりにも象徴的なハプニングが伝説をいっそうかきたて、現在もなお歴史的名シーンとなった。この解散ライブは「ロックのメッカ」としての、その後多くの「野音伝説」を生むきっかけとなった。解散ライブのテレビ放映は、同年7月12日にTBSテレビ『特番ぎんざNOW!』という番組で1時間枠が組まれ「グッバイ・キャロル」というタイトルで放送された。日本のロックバンドのライブ映像がテレビ放送されたのは、これが最初ともいわれる。
キャロルの映像を含む肖像権など、全ての権利はメンバーが個々に所有していたが、2003年当時、インターネット・オークションにキャロルの海賊盤や偽造商品が横行し、矢沢の事務所が摘発に勤しんでいたが、逮捕者も出たことから、矢沢は自身が作ったバンドであるキャロルに対する愛情は人一倍で、現状では限界があると判断し「キャロルの権利を全て自分で管理しよう。それがキャロルの歴史を守ることになる」と決意。他のキャロルのメンバーとは数年疎遠に近い状態だったが、矢沢の事務所スタッフが一人一人連絡を取り、矢沢の意向を伝えた。メンバーは「永ちゃんだったら間違いない。異論はない」と二つ返事で全員承諾。譲渡金額は不明だが、キャロルに関わる権利を矢沢が一括で買い取った。これを受けて2003年1月22日に発売された初のライブDVD『燃えつきる キャロル・ラスト・ライブ』（#映像作品）とCDアルバム 『ザ★ベスト』が同時発売された。『ザ★ベスト』は同日リリースだった平井堅のアルバム『LIFE is...』とオリコンチャートでトップ争いを演じ、最終的に5位となり、旧作としては異例の7万枚を売り上げた。解散して28年も経ったグループのアルバムがベストテン入りしたケースは前例がなく、音楽関係者を驚かせた。キャロルのアルバムベストテン入りは、1975年6月リリースの『ベスト・ライブ』（最高位4位）以来の偉業だった。
解散後、矢沢永吉はソロ活動に転じ、日本を代表するロック・ミュージシャンに成長。
ジョニー大倉はソロ活動の傍ら、俳優としても活躍していたが、2014年11月19日、肺炎により死去。62歳没。矢沢とは40年間に亘る恩讐があったとされ、キャロル解散後、矢沢と会ったのは一度だけといわれる。200人のお客さんだった2014年4月のライブでは「僕の知り合いの誰かは5万人を呼べたというけど、僕は500人でも50人でも変わらない。歌の心があるから」と最後まで矢沢を意識した発言を繰り返し、一方で「価値観の違いは相容れなかったけど、強い友情で結ばれていた」と矢沢への思いを明かしたこともあった。しかし結局、心の底で望んでいた矢沢との雪解けが訪れることはなかった。
内海利勝はイギリスのレゲエバンドThe Cimaronsとのコラボレーションで作品を発表したほか、原田芳雄のサポートやソロ活動を展開。2012年には矢沢のライブに出演し、37年ぶりの競演を実現させた。
ユウ岡崎は現在『C's Graffiti Japanese Rock'n Roll Band』で活動している。

## 音楽性

### ロックマーケットの開拓
1970年代前半、吉田拓郎、かぐや姫などの活躍で興隆するフォーク勢とは対照的に、マイナーな存在に甘んじていた日本のロックシーンにとって一筋の光明となったのがキャロルだった。単なるサブカルチャーでしかなかった日本に於けるロックという分野も、キャロルの成功によって一気にその道が開かれた。それまでのロック・リスナーのメイン層はハイティーンで、ヒッピー風の長髪にジーパン姿がロック・ファッションの定番であったが、リーゼントに革ジャン姿のキャロルの登場は、コンサート会場にリーゼント族や女の子たちを動員させ、ロック・リスナー層を一気に"女・子供"までに広げることに成功した。GSブーム以来、久々に女性ファンの凄まじい矯声と失神騒ぎも復活させた。それまでメインだったハードロックファンを凌駕し、日本のロック・マーケットに新たな裾野を拡げた。音楽性やファッションは、デビューから解散までの2年半の間、変わらなかった。
この時代、他のロックバンドの多くが、同時代の英米のロックバンドを模して、技巧重視の音楽を展開したことに対して、キャロルは初期ビートルズを模範としてシンプルなロックンロールを志向したことが大きな特徴といえる。当時の日本のロックは英米の新しい動向を意識した流れであったため、それらとはまったく関係のないところから飛び出したキャロルの登場は大きな衝撃があった。キャロルのようなロックンロールはそれまで日本には存在しなかった。キャロル以前は、まだ"ロックンロール"という音楽が世間で認知されていなかった。当時日本でロックバンドをやろうという人なら、誰もがビートルズは聴いてはいたが、1970年に解散したビートルズの音楽をもはや最先端の音楽とは思ってはなく、さらに1960年初頭のハンブルク時代のアメリカのロックン・ロールなどのカヴァーをやっていた頃のビートルズに着目する人がいるなんて誰も考えもしなかった。当時のロックバンドがコピーしていた英米のハードロックは難しいテクニックを要求されるため、辞めた者が多かったが、キャロルを観て「やられた。こんなアイデアがあったのか」と悔やんだ者も多かったといわれる。『リブ・ヤング!』のキャロル初登場を高校一年の時、テレビで観たという本橋信宏は「不良時代のビートルズをテーマにしたセンスに痺れた。当時はビートルズが解散して2年。心にぽっかり空洞ができていた自分に、ハンブルク時代のビートルズが突如甦った気がしてキャロルに夢中になった」等と述べている。当時としては時代遅れのロックンロールに再び光を当て、日本語ロックブームの起点となり、ロックの普及に大きく貢献した。またキャロルが拠点にした川崎や横浜は、ザ・ゴールデン・カップスやパワー・ハウスなどを生んでいるが、キャロルはその後継バンドでもなく、まったく音楽関係者も予想しないところから出てきた印象があった。
キャロルは大衆性を強く打ち出し、オールディーズの要素をノリのいい8ビートで、日本的に分かりやすく解釈して見せた。センセーショナルなキャロルの登場ぶりは、頭デッカチになっていた日本のロックシーンを強烈に揺さぶった。いきのいいロックンロールとキャッチーなメロディで時代をロックンロールに向けさせた。また非常に不良のイメージを売りにしていたことも特徴で、当時の風潮であるヒッピー的なドロップアウト（エリートの反抗）の文脈ではなく、"はぐれもの"というブルーカラー的な意匠を強調していた。"はぐれもの"に正しさを求める存在である暴走族の取り巻きが出現したのも必然といえる。
南田勝也は
などと論じている。
ロックンロールのオールディーズ風サウンド、テンションの高いライブ演奏、クールスなどの親衛隊を含めたファッション性などから、矢沢永吉を筆頭にバンド全体がカリスマ性を持っていた。
高護は「キャロル最大の功績は思想を持たなくても日本語のロックンロールが充分にかっこいいことを提示したこと」と述べている。

### 日本語ロックの確立

#### ソングライティング
ジョニーと矢沢の作詞・作曲コンビは、ビートルズのレノン＝マッカートニーに例えられた。矢沢の作り出す比類なきメロディラインとジョニーの神経の細かいところから醸し出す知性、矢沢の"動"とジョニーの"静"がぶつかりあい火花を散らすところからキャロルの爆発的エネルギーは生み出された。矢沢のメロディは、その後数多く誕生してくるキャロル・フォロワーたちの、初期ビートルズ作品の特徴を表面的に真似ただけの"マージーサウンド"とは一線を画しており、現在の"矢沢節"がうかがえる強烈なオリジナリティを発揮していた。ジョニーの個性と矢沢のメロディアスでビートのある曲とのマッチングにより、洋楽ロックンロールの単なる模倣とも違う不思議なオリジナリティを生み出した。キャロル一連の楽曲は、洋楽ロックへの憧れと日本語で歌う必要性との狭間で作られたものであるが、これらは、この時代に、この2人にしか、生み出せなかったものである。当時はフォーク界ではシンガーソングライターが脚光を浴びつつあったが、ロック界では"日本語ロック論争"が収拾しておらず、まだ日本語オリジナルのロックは一般的でなかった。"日本語ロック論争"に事実上のケリをつけ、日本語ロックの流れを決定的にしたのがキャロルだった。キャロルにはニュー・ロックがどうのこうのといった理屈は存在せず、商業主義も反体制も右も左もぶち壊した。小学6年生の時に慶大の学祭で初めてキャロルを観たという横山剣は、ステージングの衝撃は勿論、外国の翻訳曲と思っていた曲がレコードを買って、キャロルのオリジナル曲と分かって驚いたと話している。大友康平は
と述べている。
売野雅勇は
などと述べている。
「日本語はロックのリズムに乗らない」といわれてきて、ワルツにならのりやすい言葉などといわれてきたが、ロックにものせられることをキャロルが示した。アメリカの軽快なロックンロールに日本のポップス・センスを加えたキャロルの日本語オリジナルは、それまでの"日本語ロック論争"を完全に無意味なものにした。意味よりも語感を重視した日本語と英語のチャンポン詞は、さらに日本語を英語風に発音する矢沢の唱法で一種独特な和製ロックソングへと昇華されているが、この手法の考案こそが後のJ-POP隆盛へと至る発火点であるとも論じられる。日本語によるロックの確立がキャロル最大の功績といえる。日本語のロックはキャロルからと言ってよい。
はっぴいえんどのギタリスト・鈴木茂は、
などと述べている
「FMステーション」元編集長・恩藏茂は2001年の著書で
などと論じている。
また恩藏は
などと論じている。
はっぴいえんどが舶来のロックビートに日本語を乗せる手法を模索したのに対して、和洋折衷という手法でロックビートに日本語を乗せたことがキャロル最大の功績で、後続のロックバンドに多大な影響を与えた。2012年ぴあ発行の『R&Rぴあ』での「1972-2012 日本のロック40年史」では、その始まりをキャロルのデビューに置いている。
1975年の『ヤング・インパルス』（TVK）で放送された「ヒストリー・オブ・キャロル」という番組で「英語日本語の入り混じった、まさに無国籍のロックンロールは瞬く間に若者の心を捉えた」と紹介された。こうしたキャロルの日本語英語チャンポン歌詞の誕生について内海利勝は、「矢沢が作った曲には最初から矢沢のスワヒリ語のようなデタラメ英語の歌詞が含まれていたと証言しており、ジョニーの作詞はこれを活かしたものである。ジョニーは矢沢に「オレの曲に英語で詞をつけてよ」と頼まれ、初めて作詞を手掛けた。デビュー曲「ルイジアンナ」は、最初は全編英語詞であったが、レコードが発売される直前になって、レコード会社から、英語詞では売れないから歌詞を日本語にしてほしい、との要請を受け日本語に変更したのが切っ掛け。内海利勝は「ジョニーはきっちりした英語歌詞を書いたが、これを聴いたミッキー・カーチスに『こんな言い方しねえよ』と言われボツになった」と証言している。この製作課程で最初のジョニーの100％英語歌詞を矢沢が「こんなのやりきれない」「ここ日本語に直してくれないか?」とジョニーに言うから、急遽直したが、また矢沢が「どうしてもこの部分は日本語が乗らないな。じゃあ、やさしい英語でもいいから残しておこう」とできたのが、あのチャンポン詞」「あの時代、作詞のできる俺を永ちゃんは離せなかったと思う」などとジョニーは話している。矢沢は「あれを日本で発明したのはジョニー大倉だから、勲一等出さなきゃいけないと思うよ」「そこからヒントを得た作詞家がボロ儲けしてるんだから」と話したという。日本語と英語のチャンポン詞は、矢沢とジョニーとの間で、修正ややりとりを重ねたのち、瓢箪から駒が出るが如く生まれたもので、キャロルによる日本語ロックの創生は、キャロル以前のGSともはっぴいえんどたちとも、フォークシンガーとも異なる全く別の地平から生み出しされたものである。

#### 唱法
現役時代の1974年3月28日付『報知新聞』に「英語と日本語がチャンポンになったオリジナルロックンロールを激しく歌いまくる」と既に書かれており、ジョニーが作った日本語英語チャンポン歌詞+矢沢の「巻き舌唱法」、英語なまりの日本語、日本語を英語っぽく発音してロックに乗せる「巻き舌唱法」によって"日本語ロック論争"は、何語で歌うかは問題外になり、論争は不毛なものとなる。日本語詞をダイレクトに歌う矢沢の表現スタイルは画期的で、後続のジャパニーズロックの良き手本ともなった。キャロルのデビュー当時、ファニー・カンパニーのプロデュースを担当していた寺本幸司は、矢沢の強烈なボーカルを聞いたとたん「これは行くな！」と感じたという。さだまさしは矢沢の登場を「ひとつの革命」と評し、「洋楽のメロディーに乗りにくい日本語の発音法を矢沢が変えた」と論じている。「巻き舌唱法」は、日本ではキャロル時代の矢沢を始まりとして、吉川晃司で一応の完成形となる、桑田佳祐、氷室京介、福山雅治など、"かきくけこ"を"きゃきぃきゅきぃぇきょ"と発音する現在のJ-POPシンガーたちへと受け継がれたなどと論じられる。スージー鈴木は、「桑田佳祐の"子音"を英語的に破擦音（カ行やタ行）を強調（クァ、ツァ）し、"母音"では、ア・イ・ウ・エ・オの5音に留まらず、こちらも英語的に、たとえばアとエの間の音などで歌う新しい発音を日本語ボーカルに取り入れた大きな功績、その最も大きな影響がキャロル時代の矢沢永吉にある」と論じている。また「サザンオールスターズのデビューシングル 『勝手にシンドバッド』の日本語と英語をチャンポンする方法論の先達もまた、キャロルである」と論じている。

#### 歌謡ロック先駆け
音楽業界に大きな影響力があったとされる小西良太郎は、1974年2月5日発売のキャロル8枚目のシングル「涙のテディ・ボーイ」の音楽評で「フォーク勢が歌謡曲寄りの企画で、レコードの売上げを稼いでいるが、ロックもそうなったかと感じるのがキャロルの『涙のテディ・ボーイ』である。メロディーが"はやり歌"ふうに下世話な感じで、ロックもそうなったか?と感じる。もともとロックンロールは、野卑なエネルギーに満ちているのがいいところで変に高尚な雰囲気にならないことが大事だ」などと論じている。

#### サウンド
デビュー曲「ルイジアンナ」は、プロデューサーのミッキー・カーチスがヨーロッパで学んだ最新の録音技術を駆使して当時としては革新的なサウンドを実現している。キャロルは、それまで日本で認知されていなかったロックンロールを一般に広めると同時に、最新の録音技術を世に広めた。

### ファッション
ポマードべったりのリーゼントに革ジャン、革パンツというファッションは社会現象になる。これらは1950年代から1960年代にかけてロカビリーの頃に全盛を迎えたが、みゆき族の時代に入るとアイビー的なファッションが主流となり、またビートルズの出現でヘアスタイルの革命が起こると、リーゼントは「終わった」といっていいところまで追いやられ、普通の若者のやることではなくなってしまった。当時日本のロックミュージシャンは、外国のハードロック/プログレのミュージシャンの影響で、みな長髪だった。当時のロックバンドのファッションとしては誰も考えもしなかった格好。そうした背景のもとに突如としてその葬り去られたともいえる髪型で登場したのがキャロルだった。近田春夫は「キャロルの登場でリーゼントが脚光を浴び、美容院に通っていた若者たちが理容院に行くようになった」と述べている。この先祖返りのようなコンセプトは画期的なアイデアで、それまでずーっと"ダサい"の極みだったリーゼントを、全く無名のアマチュアバンドが、数分のTV出演という、たったそれだけのパフォーマンスで、あっさりとトップモードに返り咲かせ、ロックといえば長髪という価値観を、みごと一瞬にしてひっくり返した。当時、ロックはビジュアルが表に出てくるものでなかったが、キャロルは不良に通じるビジュアルを持っていた。若者向けのテレビ番組『リブ・ヤング!』出演一発で人気が爆発した点も、ビジュアル面での高さを物語り、J-POPの未来を先取りしていたといえる。こうしたキャロルのファッションは、メンバーの行きつけだった新宿のライブハウス「怪人二十面相」を中心に話題となり、その後原宿を中心に一世を風靡したロックンロールファッションの先駆けとなった。「怪人二十面相」は、のち原宿にクリームソーダ王国を築く山崎眞行が最初に手掛けた店で、キャロルが一度スペシャル・ライブ（1974年3月6日）を行ったことで当時最先端のライブハウスになった。1970年代にリーゼント、革ジャン、バイクで、"不良＝ロックンロール"イメージを定着させたのは、キャロルと矢沢永吉である。こうしたファッションやライフスタイルを含め、キャロルの影響はサブカルチャー全般へ長期にわたって及んだ。

### オールディーズの普及
当時、アメリカとか英国では、"ロックンロール・リバイバル"（Rock and roll revival）が叫ばれていたが、日本で形として現したのはキャロルが最初。キャロルのファーストアルバム『ルイジアンナ』（1973年3月25日発売）に収録された「ジョニー・B.グッド」は、ロックンロールのスタンダード・ナンバーであるが、当時はまだ、日本で知られていなかった。キャロルがライブで当時この曲を演奏すると、キャロルのオリジナル曲と思った人が多かった。キャロルの演奏によって「ジョニー・B.グッド」は日本で最もメジャーなロックンロールとなった。この曲はタイトルにジョニーと付いているため、以前からジョニー大倉が歌っていたという。「ジョニー・B.グッド」だけでなく、キャロルのファーストアルバムに収録された英語曲の多くが、キャロルのオリジナルと勘違いされた。オールディーズの普及は、アメリカ映画『アメリカン・グラフィティ』の影響が大きいとされるが、同作が日本で公開されたのは、1974年12月21日である。

### ヤンキー先駆け
その現場に居合わせた近田春夫は
などと解説している。
キャロルはテレビを通じて全国的にロカビリー／ロックロールの音楽と、シルクシャツ、革ジャン、リーゼント、尖先のブーツといった外見、立ち振る舞いが一体となってもたらされるカタルシスを撒き散らした。キャロルの登場が、日本のユースカルチャーに移植された「ヤンキー」に国産の新たな意味を与えた。
反逆児っぽいキャロルのクールかつ、ツッパリイメージは、暴走族などアウトローを気取る若者たちから絶大な支持を受けた。本物の"不良感"は演技で出来るものではない。当時"暴走族"は"競走族"など称された。2008年頃から言われ始めた「ヤンキー力」「ヤンキーパワー」の解説に於いて、キャロルはその歴史の始まりに持ってこられる場合が多い。『フライデーダイナマイト』のヤンキー特集「ヤンキー40年史年表」では、「1972年、ロックバンド・キャロルがデビュー。リーゼントの若者が急増」という記述からヤンキーの歴史が始まっている。それまで不良の形は様々なものだったが、キャロルの登場によってイメージは統一化された。リーゼントや革ジャン、バイク、サングラスは一つの基本形になり、全国的に定着した。
キャロルはとりわけ暴走族から絶大な支持を集めた。暴走族のヒーローと言われたのは篠山紀信の撮った写真にメンバーがリーゼント、革ジャンでバイクに乗った物があり、それを真似る若者が増えたため。彼らが暴走行為を始めたため、「キャロルが"暴走族"という言葉を作った」、
などとジョニーは話している。
キャロルの人気が出ると暴走族が護衛やステージサイドのガードをした。但し、有名な日比谷野音でのキャロル解散ライブに於けるクールスの護衛は、ローリング・ストーンズがヘルズ・エンジェルスを親衛隊にしてコンサートを行なったことに影響されて、矢沢が舘ひろしに同じような演出をしたいと持ちかけたものである。
キャロルの舞台にはいつも暴力的な雰囲気が付きまとい、群がってくるファンの中にも、どことなくそれを期待する雰囲気があった。実際にキャロルのコンサートでの血気盛んなファン同士のケンカ騒ぎが新聞に報じられ、暴走族が集会するという理由で会場に公演を拒否される問題も起こったが、そうした話題性も評判を高めることに貢献した。1973年、1974年当時は、日本全国の学校で暴力事件が多発し、暴走族も600チーム以上あった。そんな時代の申し子のように、キャロルの音楽やファッションは若者の心を虜にした。彼らの存在自体に若者の一つの価値観が見い出せた。
1974年3月、欧州での演奏旅行から帰国後に始まった全国コンサートツアーで、ファンがエキサイトして、会場内で乱闘事件が続出し、社会問題に発展した。コンサートに集まる若者の半分以上が若い男の子であったが、彼らの鬱積した肉体のエネルギーは、キャロルの演奏によって挑発された。興奮しきった歯止めが利かず、ステージに上がり、メンバーに飛びかかり、抱きつき機材を壊し、客席のお客同士でケンカを始めた、1974年7月17日、京都・円山公園でのコンサートでは4000人のキャパを遥かに超える7000人の聴衆が押し寄せ大混乱になる。リーゼント・スタイルのオートバイ族とロック・ファンの長髪族とがケンカして、重傷者3名、軽傷者8名を出した。このような暴力沙汰はマスコミにも取り上げられ社会問題となり、キャロルは段々会場となる公会堂を締め出されていった。
京浜工業地帯で誕生したキャロルは、リバプールから生まれたビートルズとオーバーラップさせて、さらに下層階級的成り上がりの美学を構築した。勿論、これらの真実性に矢沢の生い立ちが不可欠であった。キャロルのビート感やリズムの力強さは、矢沢の生きざまそのものであったのである。
これまでも、その時代、時代の中で社会現象を巻き起こしたロックバンドは大勢いたが、キャロルとそれらとの大きな違いは、時代を追っても消え失せなかったことである。それはその後も矢沢が現役でトップを走り続けたことが大きな理由。たった二年半の活動だったキャロルを神格化させたのは、キャロル解散以降の矢沢の活躍によるものである。矢沢は1982年の週刊誌のインタビューでも自身で、「キャロル、キャロルってなぜ未だにみんなが言うか分かります？それは矢沢がここまでビッグになったからよ。矢沢が元いたバンドということで話題になってるんでしょう。はっきり言うけど、もしもキャロルが解散した時に矢沢が終わっていたら、なーんにも残らなかったよ。キャロルなんて横浜銀蝿とたいして変わりゃしなかった」と述べている。

### 影響
1973年2月28日、「ロックンロール・カーニバル」に出演したキャロルを会場で観たNHKディレクター・龍村仁（当時）がキャロルに取り憑かれ、彼らに帯同してカメラを回しドキュメンタリー『キャロル』を制作した。しかし放映の是非を巡ってNHK上層部と揉め、最終的に龍村と実質の製作者といわれた小野耕世がNHKを解雇された。当時は『ヤング・ミュージック・ショー』など、外国のロックがようやく放送される時代になってはいたものの、NHKではロックに対してまだ保守的な姿勢を崩していなかった。この事件は、三大新聞をはじめ、多くのマスコミに取り上げられ社会問題に発展したが、キャロルがNHKである種のボイコットを受けたことは、若者たちの間で異常なほどの人気で迎えられる結果となった。
キャロルをスカウトしたミッキー・カーチスは「漠然とやりたいと思っていたものを目の前に見せつけられた感じだった」と述べている。キャロル登場のインパクトは大きく、ロカビリー以来の活動歴を持つ内田裕也は、イベンターとしてミッキーと共同で1973年2月「日本ロックンロール振興会」を旗揚げして、同月28日「ロックンロール・カーニバル」（渋谷公会堂）を仕掛け、自らもロックンロールに回帰して「1815ロックンロールバンド」の活動を活発化させた。キャロル以前はまだ"ロックンロール"という音楽が世間で認知されていなかった。内田は『ニューミュージック・マガジン』1973年5月号の五木寛之との対談で「ぼくはロックってのは基本的にはロックンロールだと思うンですけどね」と発言している。
1973年夏には「1815ロックンロールバンド」やキャロルがパッケージとなった「ロックンロール・イン・サマー」というイベントが全国16ヶ所で開催されて、ロックンロールブームを決定づけた。
キャロル売り出しの際にアートディレクター・奥村靫正が関わり、メディアミックスでやらないとと提案し、矢沢から「日本一のカメラマンに撮って欲しい」と頼まれ、デビュー間もない篠山紀信を紹介して、キャロルは大々的に売り出された。ロックバンドが映像から入っていくといった手法で売り出されるというのも当時は珍しかった。　　
ダウン・タウン・ブギウギ・バンドは、1973年12月1日のデビューで、キャロルとは約一年遅れのデビューだが、キャロルが篠山紀信に写真を撮られ、大々的に売り出されたため、キャロルの物真似と散々言われたと宇崎竜童は話している。宇崎はこの一年の差に悩まされ、宇崎らも最初は皮ジャンを着ていたが、やむなく皮ジャンでないものを探して、たまたま「つなぎ」にいったという。つなぎは、元キャロルの相原誠の発案だという。『港のヨーコ・ヨコハマ・ヨコスカ』（1975年3月25日発売）が出るときにキャロルは華々しく解散。宇崎は「矢沢永吉って人間には常に先に行かれたって気があった」と話している。『スモーキン・ブギ』（1974年12月5日発売）が2位になった時、楽屋で一緒になると、キャロルの方はシングルヒットがなかったことで「おタク達は泥臭くやって成功したね。ウチらちょっとアカ抜けてたから」と矢沢に言われ「この野郎」と思ったとも述懐している。ドラマーの相原誠が元キャロルということもあって、お互い敵対視していたという。矢沢のことを聞かれると「意識してないから」とツッパって来たが、実はズッと強く意識してきたとインタビューで述べている。ダウン・タウン・ブギウギ・バンドも頭がリーゼントだったため、キャロルとダウン・タウンで、ロックンロール=リーゼントの図式が定着した。前述したように当時の日本のロック・ミュージシャンは、外国のロック・ミュージシャンの影響でみな長髪だった。
当時全国の中学・高校ではキャロルのコピーバンドがたくさん出現した。キャロルは、ロック・リスナー層を拡大しただけでなく、プレイヤー人口の増加も促進した。
クールス～ダウン・タウン・ブギウギ・バンド～横浜銀蝿～トラブル～氣志團らに至るツッパリ系ロックン・ロールバンドのルーツである。またシャネルズ、チェッカーズは、音楽的にはクールスの流れを汲むもの。
金子マリは1972年に、たまたま買い物に行った東急本店の屋上であったキャロルのライブを観ていて、そこに居たCharに声をかけてプロになった。
キャロルの影響を受けたミュージシャン、クリエーターは数多いが、ミュージシャンでは、大友康平、高橋ジョージ、氷室京介、藤井フミヤ、横山剣、THE COLTS、ギターウルフ、ダイアモンド☆ユカイ、 土屋公平らが有名である。藤井と横山は、少年期に初めてキャロルを観て、藤井「心をレイプされた」、横山「矢沢永吉が龍に見えた」などと大きな衝撃を受けたと話している。藤井は2003年に全曲キャロルの楽曲をカバーしたアルバム『MY CAROL』をリリースし、「キャロルがなかったら、今の俺はいない」、「自分のボーカルは、俺独自に作り出したニュアンスだと思っていたけど、矢沢さんとジョニーさんの合体だったんだとわかった」などと話している。ダイアモンド☆ユカイは矢沢の自伝タイトルをパロった著書『成りさがり』に、埼玉出身なのに、キャロルをまねてわざわざ川崎まで行ってバンドメンバーを探したという件がある。土屋公平は中学生の頃にキャロルのラストライブに足を運び、会場で舘ひろしにインタビューされている（その時の映像は未だに動画サイト等で公開されている）。漫画家の吉田聡はキャロルやクールスのイメージから『湘南爆走族』を創作したと述べている。

## ディスコグラフィ
※　レコードは、すべて日本フォノグラム／フィリップスより発売。

### シングル
※　すべて7インチレコードで発売。
| ＃   | 発売日         | 面 | タイトル                        | 作詞     | 作曲     | 規格品番 |
| ---- | -------------- | -- | ------------------------------- | -------- | -------- | -------- |
| 1st  | 1972年12月20日 | A  | ルイジアンナ                    | 大倉洋一 | 矢沢永吉 | FS-1732  |
| 1st  | 1972年12月20日 | B  | 最後の恋人                      | 大倉洋一 | 矢沢永吉 | FS-1732  |
| 2nd  | 1973年1月25日  | A  | ヘイ・タクシー                  | 大倉洋一 | 矢沢永吉 | FS-1733  |
| 2nd  | 1973年1月25日  | B  | 恋の救急車                      | 大倉洋一 | 矢沢永吉 | FS-1733  |
| 3rd  | 1973年2月25日  | A  | やりきれない気持ち              | 大倉洋一 | 矢沢永吉 | FS-1736  |
| 3rd  | 1973年2月25日  | B  | ホープ                          | 大倉洋一 | 矢沢永吉 | FS-1736  |
| 4th  | 1973年3月25日  | A  | レディ・セブンティーン          | 大倉洋一 | 矢沢永吉 | FS-1741  |
| 4th  | 1973年3月25日  | B  | 愛の叫び                        | 大倉洋一 | 矢沢永吉 | FS-1741  |
| 5th  | 1973年4月25日  | A  | 彼女は彼のもの                  | 大倉洋一 | 矢沢永吉 | FS-1741  |
| 5th  | 1973年4月25日  | B  | 憎いあの娘                      | 大倉洋一 | 矢沢永吉 | FS-1741  |
| 6th  | 1973年5月25日  | A  | 0時5分の最終列車                | 大倉洋一 | 矢沢永吉 | FS-1747  |
| 6th  | 1973年5月25日  | B  | 二人だけ                        | 大倉洋一 | 矢沢永吉 | FS-1747  |
| 7th  | 1973年6月25日  | A  | ファンキー・モンキー・ベイビー  | 大倉洋一 | 矢沢永吉 | FS-1752  |
| 7th  | 1973年6月25日  | B  | コーヒー・ショップの女の娘      | 大倉洋一 | 矢沢永吉 | FS-1752  |
| 8th  | 1974年2月5日   | A  | 涙のテディ・ボーイ              | 大倉洋一 | 矢沢永吉 | FS-1755  |
| 8th  | 1974年2月5日   | B  | 番格ロックのテーマ              | 大倉洋一 | 矢沢永吉 | FS-1755  |
| 9th  | 1974年7月25日  | A  | 夏の終り                        | 矢沢永吉 | 矢沢永吉 |          |
| 9th  | 1974年7月25日  | B  | 泣いてるあの娘                  | 内海利勝 | 内海利勝 |          |
| 10th | 1974年12月20日 | A  | ラストチャンス／Last Chanse     | 大倉洋一 | 矢沢永吉 | FS-1807  |
| 10th | 1974年12月20日 | B  | 変わりえぬ愛／Unchained My Love | 大倉洋一 | 矢沢永吉 | FS-1807  |

#### 再発売シングル
- ルイジアンナ／涙のテディー・ボーイ／ファンキー・モンキー・ベイビー／番格ロックのテーマ (1975.3.25)
- ラストチャンス／やりきれない気持ち／夏の終わり／レディ・セブンティーン (1975.4.25)
- ルイジアンナ／ホープ／ミスターギブソン (1975.11.25)
- ヘイ・タクシー／いとしのダーリン／番格ロックのテーマ (1975.11.25)
- ファンキー・モンキー・ベイビー／コーヒー・ショップの女の娘／ジョニー・B・グッド (1975.11.25)
- ハニー・エンジェル／憎いあの娘／恋する涙 (1975.11.25)
- レディ・セブンティーン／恋の救急車／ハニー・エンジェル (1975.11.25)
- 涙のテディ・ボーイ／愛の叫び／彼女は彼のもの (1975.11.25)
- 涙のテディ・ボーイ／彼女は彼のもの (1976.4.25)
- 夏の終わり／ラストチャンス (1976.4.25)
- やりきれない気持ち／0時5分の最終列車 (1976.4.25)
- ルイジアンナ／ヘイ・タクシー (1976.4.25)
- ファンキー・モンキー・ベイビー／レディ・セブンティーン (1976.4.25)
- ファンキー・モンキー・ベイビー／ルイジアンナ (1979.7.25)
- 夏の終わり／涙のテディー・ボーイ (1979.8.25)
- ファンキー・モンキー・ベイビー／ルイジアンナ (1979.11.25)

### アルバム

#### スタジオ・アルバム
| ＃  | 発売日         | 規格 | 規格品番  | アルバム |
| --- | -------------- | ---- | --------- | --- |
| 1st | 1973年3月25日  | LP   | FX-8056   | ルイジアンナ ※「ホープ」「ワン・ナイト」のドラムは相原誠。「やりきれない気持ち」は『GOOD-BYE CAROL』収録バージョンと同じ演奏なので今井英雄と思われる。その他はユウ岡崎。 A面 1. ルイジアンナ 2. ヘイ・タクシー 3. やりきれない気持(アルバムバージョン) 4. ホープ 5. 恋の救急車 6. 最後の恋人 B面 1. グッド・オールド・ロックン・ロール 2. メンフィス・テネシー 3. ワン・ナイト 4. トゥティー・フルティー 5. ジョニー・B・グッド 6. カンサス・シティー |
| 1st | 1975年5月15日  | LP   | FX-6010   | ルイジアンナ ※「ホープ」「ワン・ナイト」のドラムは相原誠。「やりきれない気持ち」は『GOOD-BYE CAROL』収録バージョンと同じ演奏なので今井英雄と思われる。その他はユウ岡崎。 A面 1. ルイジアンナ 2. ヘイ・タクシー 3. やりきれない気持(アルバムバージョン) 4. ホープ 5. 恋の救急車 6. 最後の恋人 B面 1. グッド・オールド・ロックン・ロール 2. メンフィス・テネシー 3. ワン・ナイト 4. トゥティー・フルティー 5. ジョニー・B・グッド 6. カンサス・シティー |
| 1st |                | LP   | S-7044    | ルイジアンナ ※「ホープ」「ワン・ナイト」のドラムは相原誠。「やりきれない気持ち」は『GOOD-BYE CAROL』収録バージョンと同じ演奏なので今井英雄と思われる。その他はユウ岡崎。 A面 1. ルイジアンナ 2. ヘイ・タクシー 3. やりきれない気持(アルバムバージョン) 4. ホープ 5. 恋の救急車 6. 最後の恋人 B面 1. グッド・オールド・ロックン・ロール 2. メンフィス・テネシー 3. ワン・ナイト 4. トゥティー・フルティー 5. ジョニー・B・グッド 6. カンサス・シティー |
| 1st | 1992年11月26日 | CD   | PHCL-3027 | ルイジアンナ ※「ホープ」「ワン・ナイト」のドラムは相原誠。「やりきれない気持ち」は『GOOD-BYE CAROL』収録バージョンと同じ演奏なので今井英雄と思われる。その他はユウ岡崎。 A面 1. ルイジアンナ 2. ヘイ・タクシー 3. やりきれない気持(アルバムバージョン) 4. ホープ 5. 恋の救急車 6. 最後の恋人 B面 1. グッド・オールド・ロックン・ロール 2. メンフィス・テネシー 3. ワン・ナイト 4. トゥティー・フルティー 5. ジョニー・B・グッド 6. カンサス・シティー |
| 2nd | 1973年7月25日  | LP   | FX-8066   | ファンキー・モンキー・ベイビー A面 1. ファンキー・モンキー・ベイビー 2. 憎いあの娘 3. レディ・セブンティーン 4. コーヒー・ショップの女の娘 5. 恋する涙 6. 二人だけ B面 1. 愛の叫び 2. ハニー・エンジェル 3. いとしのダーリン 4. 彼女は彼のもの 5. ミスター・ギブソン 6. 0時5分の最終列車 |
| 2nd | 1975年5月15日  | LP   | FX-6011   | ファンキー・モンキー・ベイビー A面 1. ファンキー・モンキー・ベイビー 2. 憎いあの娘 3. レディ・セブンティーン 4. コーヒー・ショップの女の娘 5. 恋する涙 6. 二人だけ B面 1. 愛の叫び 2. ハニー・エンジェル 3. いとしのダーリン 4. 彼女は彼のもの 5. ミスター・ギブソン 6. 0時5分の最終列車 |
| 2nd |                | LP   | S-7045    | ファンキー・モンキー・ベイビー A面 1. ファンキー・モンキー・ベイビー 2. 憎いあの娘 3. レディ・セブンティーン 4. コーヒー・ショップの女の娘 5. 恋する涙 6. 二人だけ B面 1. 愛の叫び 2. ハニー・エンジェル 3. いとしのダーリン 4. 彼女は彼のもの 5. ミスター・ギブソン 6. 0時5分の最終列車 |
| 2nd | 1992年11月26日 | CD   | PHCL-3028 | ファンキー・モンキー・ベイビー A面 1. ファンキー・モンキー・ベイビー 2. 憎いあの娘 3. レディ・セブンティーン 4. コーヒー・ショップの女の娘 5. 恋する涙 6. 二人だけ B面 1. 愛の叫び 2. ハニー・エンジェル 3. いとしのダーリン 4. 彼女は彼のもの 5. ミスター・ギブソン 6. 0時5分の最終列車 |
| 3rd | 1974年7月25日  | LP   | FX-8095   | キャロル・ファースト A面 1. CAROL(子供達に夢を) 2. ヘイ・ママ・ロックン・ロール 3. 夢の中だけ 4. 素敵な天使 5. カモン・ベイビー 6. 甘い日々 B面 1. ズッコケ娘 2. ふられた男 3. 娘(クーニャン) 4. ビブロス・ピープル 5. 雨のしずく 6. 悪魔の贈り物 7. CAROL(子供達に夢を) |
| 3rd | 1975年5月15日  | LP   | FX-6013   | キャロル・ファースト A面 1. CAROL(子供達に夢を) 2. ヘイ・ママ・ロックン・ロール 3. 夢の中だけ 4. 素敵な天使 5. カモン・ベイビー 6. 甘い日々 B面 1. ズッコケ娘 2. ふられた男 3. 娘(クーニャン) 4. ビブロス・ピープル 5. 雨のしずく 6. 悪魔の贈り物 7. CAROL(子供達に夢を) |
| 3rd |                | LP   | S-7047    | キャロル・ファースト A面 1. CAROL(子供達に夢を) 2. ヘイ・ママ・ロックン・ロール 3. 夢の中だけ 4. 素敵な天使 5. カモン・ベイビー 6. 甘い日々 B面 1. ズッコケ娘 2. ふられた男 3. 娘(クーニャン) 4. ビブロス・ピープル 5. 雨のしずく 6. 悪魔の贈り物 7. CAROL(子供達に夢を) |
| 3rd | 1992年11月26日 | CD   | PHCL3030  | キャロル・ファースト A面 1. CAROL(子供達に夢を) 2. ヘイ・ママ・ロックン・ロール 3. 夢の中だけ 4. 素敵な天使 5. カモン・ベイビー 6. 甘い日々 B面 1. ズッコケ娘 2. ふられた男 3. 娘(クーニャン) 4. ビブロス・ピープル 5. 雨のしずく 6. 悪魔の贈り物 7. CAROL(子供達に夢を) |

#### ライブ・アルバム
| ＃  | 発売日         | 規格     | 規格品番   | アルバム |
| --- | -------------- | -------- | ---------- | --- |
| 1st | 1973年12月20日 | LP       | FX-8081    | ライブ・イン・リブ・ヤング ※ 1973年10月23日にフジテレビ第一スタジオにて収録。 A面 1. ヘイ・タクシー 2. 最後の恋人 3. レディ・セブンティーン 4. コーヒー・ショップの女の娘 5. 憎いあの娘 6. ファンキー・モンキー・ベイビー B面 1. 彼女は彼のもの 2. やりきれない気持 3. 愛の叫び 4. ルイジアンナ 5. 恋の救急車 6. ジョニー・B・グッド |
| 1st | 1975年5月15日  | LP       | FX-6012    | ライブ・イン・リブ・ヤング ※ 1973年10月23日にフジテレビ第一スタジオにて収録。 A面 1. ヘイ・タクシー 2. 最後の恋人 3. レディ・セブンティーン 4. コーヒー・ショップの女の娘 5. 憎いあの娘 6. ファンキー・モンキー・ベイビー B面 1. 彼女は彼のもの 2. やりきれない気持 3. 愛の叫び 4. ルイジアンナ 5. 恋の救急車 6. ジョニー・B・グッド |
| 1st |                | LP       | S-7046     | ライブ・イン・リブ・ヤング ※ 1973年10月23日にフジテレビ第一スタジオにて収録。 A面 1. ヘイ・タクシー 2. 最後の恋人 3. レディ・セブンティーン 4. コーヒー・ショップの女の娘 5. 憎いあの娘 6. ファンキー・モンキー・ベイビー B面 1. 彼女は彼のもの 2. やりきれない気持 3. 愛の叫び 4. ルイジアンナ 5. 恋の救急車 6. ジョニー・B・グッド |
| 1st | 1973年12月20日 | カセット | LCT-20020  | ライブ・イン・リブ・ヤング ※ LPレコードとは収録内容が異なる。 A面 1. ヘイ・タクシー 2. 最後の恋人 3. レディ・セブンティーン 4. コーヒー・ショップの女の娘 5. 憎いあの娘 6. 彼女は彼のもの 7. やりきれない気持 8. 愛の叫び 9. 恋の救急車 10. ファンキー・モンキー・ベイビー B面 1. ルイジアンナ 2. グッド・オールド・ロックン・ロール 3. スロー・ダウン 4. メンフィス・テネシー 5. ユーブ・リアリー・ガッタ・ホールド・オン・ミー 6. ヒッピー・ヒッピー・シェイク 7. トゥティー・フルティー 8. ホール・ロッタ・シェイキン・ゴーイング・オン 9. ジョニー・B・グッド |
| 1st | 1975年5月15日  | カセット | FT-7077    | ライブ・イン・リブ・ヤング ※ LPレコードとは収録内容が異なる。 A面 1. ヘイ・タクシー 2. 最後の恋人 3. レディ・セブンティーン 4. コーヒー・ショップの女の娘 5. 憎いあの娘 6. 彼女は彼のもの 7. やりきれない気持 8. 愛の叫び 9. 恋の救急車 10. ファンキー・モンキー・ベイビー B面 1. ルイジアンナ 2. グッド・オールド・ロックン・ロール 3. スロー・ダウン 4. メンフィス・テネシー 5. ユーブ・リアリー・ガッタ・ホールド・オン・ミー 6. ヒッピー・ヒッピー・シェイク 7. トゥティー・フルティー 8. ホール・ロッタ・シェイキン・ゴーイング・オン 9. ジョニー・B・グッド |
| 1st | 1992年11月26日 | CD       | PHCL-3029  | ライブ・イン・リブ・ヤング ※ 既発LP盤のCD化。 1. ヘイ・タクシー 2. 最後の恋人 3. レディ・セブンティーン 4. コーヒー・ショップの女の娘 5. 憎いあの娘 6. ファンキー・モンキー・ベイビー 7. 彼女は彼のもの 8. やりきれない気持 9. 愛の叫び 10. ルイジアンナ 11. 恋の救急車 12. ジョニー・B・グッド |
| 2nd | 1975年5月15日  | LP       | FS-9001～2 | 燃えつきる - キャロル・ラスト・ライヴ!! 1975.4.13. ※ 1975年4月13日、東京日比谷野外音楽堂での解散コンサートを収録。 A面 1. ファンキー・モンキー・ベイビー 2. 憎いあの娘 3. グッド・オールド・ロックン・ロール 4. メンフィス・テネシー 5. 涙のテディ・ボーイ 6. やりきれない気持 7. 変わり得ぬ愛 8. ビブロス・ピープル 9. ユーブ・リアリー・ガッタ・ホールド・オン・ミー（fade out) B面 1. ユーブ・リアリー・ガッタ・ホールド・オン・ミー(fade in) 2. 愛の叫び 3. ヘイ・ママ・ロックン・ロール 4. ヘイ・タクシー C面 1. 夏の終り 2. (ゲスト紹介) 3. ジョニー・B・グッド 4. ズッコケ娘～スロー・ダウン 5. ルイジアンナ D面 1. エニタイム・ウーマン 2. ファンキー・モンキー・ベイビー 3. ラスト・チャンス |
| 2nd |                | LP       | FS-5105～6 | 燃えつきる - キャロル・ラスト・ライヴ!! 1975.4.13. ※ 1975年4月13日、東京日比谷野外音楽堂での解散コンサートを収録。 A面 1. ファンキー・モンキー・ベイビー 2. 憎いあの娘 3. グッド・オールド・ロックン・ロール 4. メンフィス・テネシー 5. 涙のテディ・ボーイ 6. やりきれない気持 7. 変わり得ぬ愛 8. ビブロス・ピープル 9. ユーブ・リアリー・ガッタ・ホールド・オン・ミー（fade out) B面 1. ユーブ・リアリー・ガッタ・ホールド・オン・ミー(fade in) 2. 愛の叫び 3. ヘイ・ママ・ロックン・ロール 4. ヘイ・タクシー C面 1. 夏の終り 2. (ゲスト紹介) 3. ジョニー・B・グッド 4. ズッコケ娘～スロー・ダウン 5. ルイジアンナ D面 1. エニタイム・ウーマン 2. ファンキー・モンキー・ベイビー 3. ラスト・チャンス |
| 2nd | 1985年         | LP       | 15PL4～5   | 燃えつきる - キャロル・ラスト・ライヴ!! 1975.4.13. ※ 1975年4月13日、東京日比谷野外音楽堂での解散コンサートを収録。 A面 1. ファンキー・モンキー・ベイビー 2. 憎いあの娘 3. グッド・オールド・ロックン・ロール 4. メンフィス・テネシー 5. 涙のテディ・ボーイ 6. やりきれない気持 7. 変わり得ぬ愛 8. ビブロス・ピープル 9. ユーブ・リアリー・ガッタ・ホールド・オン・ミー（fade out) B面 1. ユーブ・リアリー・ガッタ・ホールド・オン・ミー(fade in) 2. 愛の叫び 3. ヘイ・ママ・ロックン・ロール 4. ヘイ・タクシー C面 1. 夏の終り 2. (ゲスト紹介) 3. ジョニー・B・グッド 4. ズッコケ娘～スロー・ダウン 5. ルイジアンナ D面 1. エニタイム・ウーマン 2. ファンキー・モンキー・ベイビー 3. ラスト・チャンス |
| 2nd | 1992年11月26日 | CD       | PHCL-3031  | 燃えつきる - キャロル・ラスト・ライヴ!! 1975.4.13. 1. ファンキー・モンキー・ベイビー 2. 憎いあの娘 3. グッド・オールド・ロックン・ロール 4. メンフィス・テネシー 5. 涙のテディ・ボーイ 6. やりきれない気持 7. 変わり得ぬ愛 8. ビブロス・ピープル 9. ユーブ・リアリー・ガッタ・ホールド・オン・ミー 10. 愛の叫び 11. ヘイ・ママ・ロックン・ロール 12. ヘイ・タクシー 13. 夏の終り 14. (ゲスト紹介) 15. ジョニー・B・グッド 16. ズッコケ娘～スロー・ダウン 17. ルイジアンナ 18. エニタイム・ウーマン 19. ファンキー・モンキー・ベイビー 20. ラスト・チャンス |

再発売アルバム
- 『アプローズ・デラックス・パック』 （日本フォノグラム／フィリップス、1973年11月25日）
1stアルバムと2ndアルバムの全ての音源を合わせたもの。「やりきれない気持ち」のみシングルバージョンで収録。LP2枚組のBOX仕様。
- 『アーリー・キャロル』 （日本フォノグラム／フィリップス、1975年9月25日）
上記『アプローズ・デラックス・パック』を更に再発売したもの。LP2枚組。BOX仕様ではない。

コンピレーション・アルバム
- 『キャロル・ゴールデン・ヒット』（日本フォノグラム／フィリップス 20Y-3 1974年12月25日 20曲）
ジャケットの英語表記はHITSだが帯の日本語表記はヒット。「やりきれない気持ち」はシングルバージョン。
- 『GOOD-BYE CAROL』（日本フォノグラム／フィリップス 20Y-9　1975年4月5日）
最後のスタジオ録音音源の「緊急電話」を初収録し、他にデモカセット音源、英語テイク、日大講堂でのライヴ音源(B面#3～6)等を収録したドキュメンタリーアルバム。
- 『キャロルとディスコ・パーティー』（日本フォノグラム／フィリップス、1976年3月5日）
B面はクック・ニック&チャッキー、つのだ・ひろ、ミッドナイト・スーパー。
- 『キャロル・ゴールデン・ヒット・マークII』（日本フォノグラム／フィリップス 20Y-16 1976年5月25日 20曲）
ジャケットの英語表記はHITSだが帯の日本語表記はヒット。「グッド・オールド・ロックン・ロール」「トゥティー・フルティー」「ワン・ナイト」の3曲はオリジナルと別テイク。
- 『INTRODUCING CAROL』（日本フォノグラム／フィリップス 1977年6月10日）
プロモーション用音源を流用。「やりきれない気持」「恋の救急車」はオリジナルとは別ミックス。B面は音楽業界者のインタビュー。
- 『キャロル・ゴールデン・ヒット』（日本フォノグラム／フィリップス 1978年6月25日 16曲）
1974年にリリースした『キャロル・ゴールデン・ヒット』から「ミスター・ギブソン」「コーヒー・ショップの女の娘」「最後の恋人」「二人だけ」の4曲をカット、ジャケットも変えて再発。ジャケットの英語表記はHITSだが帯の日本語表記はヒット。
- 『キャロル・ゴールデン・ヒッツ・マークII』（日本フォノグラム／フィリップス 1978年10月25日 16曲）
1976年にリリースした『キャロル・ゴールデン・ヒット・マークII』から「ふられた男」「トゥティ・フルティー」「甘い日々」「雨のしずく」の4曲をカット、ジャケットも変えて再発。「グッド・オールド・ロックン・ロール」「トゥティー・フルティー」「ワン・ナイト」の3曲はオリジナルと別テイク。
- 『ラスト・チャンス ～キャロル・レア・トラックス』（日本フォノグラム／フィリップス PHCL-3032 CD 1992年11月26日）
オリジナルアルバムに未収録だったシングルテイク(#1～6)に、最後のスタジオ録音「緊急電話」(#7)、更に1973年リリースのライブ盤でカセット盤のみに収録だった音源(#8～14)を1枚に収録。
- 『THE★BEST』（ユニバーサルJ、UMCK-4048、CD、2003年1月31日）

### カバーアルバム
- 『TEN YEARS AGO』（矢沢永吉、1985年） - セルフカバーアルバム
- 『朝まで踊ろう悲しきテディ・ボーイ』（Mi-Ke、1992年）
- 『MY CAROL』（藤井フミヤ、2003年）
- 『CAROL TRIBUTE』（オムニバス、2003年）

## 映像作品

### ビデオ
| 発売日        | レーベル                                     | 規格 | 規格品番  | 時間 | タイトル |
| ------------- | -------------------------------------------- | ---- | --------- | ---- | --- |
| 1984年3月19日 | 日本フォノグラム                             | VHS  | PV13-1    | 47分 | 燃えつきる キャロル・ラスト・ライブ - TV放送された「グッドバイ・キャロル」から編集され、「涙のテディー・ボーイ」「やりきれない気持ち」を追加収録。 - 演奏曲の音源をモノラルからステレオに差し替え。 - メンバー4人と観客へのインタビューは1部カットされ、クールスの舘ひろしへのインタビュー（モノローグも含む）は全カット。 1. 二人だけ (BGM) 2. ルイジアンナ 3. ファンキー・モンキー・ベイビー 4. ズッコケ娘 5. 憎いあの娘 6. グッド・オールド・ロックン・ロール 7. ヘイ・ママ・ロックン・ロール 8. 愛の叫び 9. メンフィス・テネシー 10. ヘイ・タクシー 11. ハニー・エンジェル (BGM) 12. スローダウン 13. 涙のテディ・ボーイ 14. やりきれない気持 15. エニタイム・ウーマン 16. ファンキー・モンキー・ベイビー 17. エデンの東 (BGM) 18. ファンキー・モンキー・ベイビー＜ボーナストラック：テレビ神奈川『ヤング・インパルス』＞ 19. 憎いあの娘＜ボーナストラック：テレビ神奈川『ヤング・インパルス』＞ |
| 1984年4月13日 | ミュージック東京                             | LD   | 78L-1     | 47分 | 燃えつきる キャロル・ラスト・ライブ - TV放送された「グッドバイ・キャロル」から編集され、「涙のテディー・ボーイ」「やりきれない気持ち」を追加収録。 - 演奏曲の音源をモノラルからステレオに差し替え。 - メンバー4人と観客へのインタビューは1部カットされ、クールスの舘ひろしへのインタビュー（モノローグも含む）は全カット。 1. 二人だけ (BGM) 2. ルイジアンナ 3. ファンキー・モンキー・ベイビー 4. ズッコケ娘 5. 憎いあの娘 6. グッド・オールド・ロックン・ロール 7. ヘイ・ママ・ロックン・ロール 8. 愛の叫び 9. メンフィス・テネシー 10. ヘイ・タクシー 11. ハニー・エンジェル (BGM) 12. スローダウン 13. 涙のテディ・ボーイ 14. やりきれない気持 15. エニタイム・ウーマン 16. ファンキー・モンキー・ベイビー 17. エデンの東 (BGM) 18. ファンキー・モンキー・ベイビー＜ボーナストラック：テレビ神奈川『ヤング・インパルス』＞ 19. 憎いあの娘＜ボーナストラック：テレビ神奈川『ヤング・インパルス』＞ |
| 1990年6月5日  | 日本フォノグラム                             | LD   | PHLL-3801 | 47分 | 燃えつきる キャロル・ラスト・ライブ - TV放送された「グッドバイ・キャロル」から編集され、「涙のテディー・ボーイ」「やりきれない気持ち」を追加収録。 - 演奏曲の音源をモノラルからステレオに差し替え。 - メンバー4人と観客へのインタビューは1部カットされ、クールスの舘ひろしへのインタビュー（モノローグも含む）は全カット。 1. 二人だけ (BGM) 2. ルイジアンナ 3. ファンキー・モンキー・ベイビー 4. ズッコケ娘 5. 憎いあの娘 6. グッド・オールド・ロックン・ロール 7. ヘイ・ママ・ロックン・ロール 8. 愛の叫び 9. メンフィス・テネシー 10. ヘイ・タクシー 11. ハニー・エンジェル (BGM) 12. スローダウン 13. 涙のテディ・ボーイ 14. やりきれない気持 15. エニタイム・ウーマン 16. ファンキー・モンキー・ベイビー 17. エデンの東 (BGM) 18. ファンキー・モンキー・ベイビー＜ボーナストラック：テレビ神奈川『ヤング・インパルス』＞ 19. 憎いあの娘＜ボーナストラック：テレビ神奈川『ヤング・インパルス』＞ |
| 1995年4月5日  | マーキュリー・ミュージックエンタテインメント | VHS  | PHVL-2501 | 47分 | 燃えつきる キャロル・ラスト・ライブ - TV放送された「グッドバイ・キャロル」から編集され、「涙のテディー・ボーイ」「やりきれない気持ち」を追加収録。 - 演奏曲の音源をモノラルからステレオに差し替え。 - メンバー4人と観客へのインタビューは1部カットされ、クールスの舘ひろしへのインタビュー（モノローグも含む）は全カット。 1. 二人だけ (BGM) 2. ルイジアンナ 3. ファンキー・モンキー・ベイビー 4. ズッコケ娘 5. 憎いあの娘 6. グッド・オールド・ロックン・ロール 7. ヘイ・ママ・ロックン・ロール 8. 愛の叫び 9. メンフィス・テネシー 10. ヘイ・タクシー 11. ハニー・エンジェル (BGM) 12. スローダウン 13. 涙のテディ・ボーイ 14. やりきれない気持 15. エニタイム・ウーマン 16. ファンキー・モンキー・ベイビー 17. エデンの東 (BGM) 18. ファンキー・モンキー・ベイビー＜ボーナストラック：テレビ神奈川『ヤング・インパルス』＞ 19. 憎いあの娘＜ボーナストラック：テレビ神奈川『ヤング・インパルス』＞ |
| 2003年1月22日 | ユニバーサルミュージック                     | DVD  | UMBK-1524 | 52分 | 燃えつきる キャロル・ラスト・ライブ - TV放送された「グッドバイ・キャロル」から編集され、「涙のテディー・ボーイ」「やりきれない気持ち」を追加収録。 - 演奏曲の音源をモノラルからステレオに差し替え。 - メンバー4人と観客へのインタビューは1部カットされ、クールスの舘ひろしへのインタビュー（モノローグも含む）は全カット。 1. 二人だけ (BGM) 2. ルイジアンナ 3. ファンキー・モンキー・ベイビー 4. ズッコケ娘 5. 憎いあの娘 6. グッド・オールド・ロックン・ロール 7. ヘイ・ママ・ロックン・ロール 8. 愛の叫び 9. メンフィス・テネシー 10. ヘイ・タクシー 11. ハニー・エンジェル (BGM) 12. スローダウン 13. 涙のテディ・ボーイ 14. やりきれない気持 15. エニタイム・ウーマン 16. ファンキー・モンキー・ベイビー 17. エデンの東 (BGM) 18. ファンキー・モンキー・ベイビー＜ボーナストラック：テレビ神奈川『ヤング・インパルス』＞ 19. 憎いあの娘＜ボーナストラック：テレビ神奈川『ヤング・インパルス』＞ |
| 2004年6月23日 | Kitty Mercury                                | DVD  | UMBK-9542 | 52分 | 燃えつきる キャロル・ラスト・ライブ - TV放送された「グッドバイ・キャロル」から編集され、「涙のテディー・ボーイ」「やりきれない気持ち」を追加収録。 - 演奏曲の音源をモノラルからステレオに差し替え。 - メンバー4人と観客へのインタビューは1部カットされ、クールスの舘ひろしへのインタビュー（モノローグも含む）は全カット。 1. 二人だけ (BGM) 2. ルイジアンナ 3. ファンキー・モンキー・ベイビー 4. ズッコケ娘 5. 憎いあの娘 6. グッド・オールド・ロックン・ロール 7. ヘイ・ママ・ロックン・ロール 8. 愛の叫び 9. メンフィス・テネシー 10. ヘイ・タクシー 11. ハニー・エンジェル (BGM) 12. スローダウン 13. 涙のテディ・ボーイ 14. やりきれない気持 15. エニタイム・ウーマン 16. ファンキー・モンキー・ベイビー 17. エデンの東 (BGM) 18. ファンキー・モンキー・ベイビー＜ボーナストラック：テレビ神奈川『ヤング・インパルス』＞ 19. 憎いあの娘＜ボーナストラック：テレビ神奈川『ヤング・インパルス』＞ |

### テレビ出演
- リブ・ヤング（1972年10月1日、フジテレビ）-　テレビ初出演。

- 私の作った番組　赤塚不二夫の激情No.1（1973年1月25日、東京12チャンネル）
- NHKドキュメント キャロル（1973年10月20日、NHK 監督：龍村仁）
- 夜明けの刑事（1974年10月9日、TBS）-　第2話「キャロル知らないやつはおくれてる」ゲスト出演

- 特番 ぎんざNOW! グッドバイ・キャロル（1975年7月12日、TBS）
  - 放送前は本編約51分だったが、TBS側の指示により約47分に編集された。
  - 技術：パビック、プロデューサー：小谷章・村木益雄、ディレクター：佐藤輝雄、制作協力：TELL DIRECTOR'S FAMILY

## 書籍及び楽譜
- CAROL バイオグラフィー&バンドスコアー / キャロル（1973年5月、東京音楽書院、TOS-K-0168）-　全掲載写真撮影：篠山紀信

- キャロル『暴力青春 キャロル・最後の言葉』KKベストセラーズ、1975年。

## 映画
- 番格ロック（1973年9月25日公開、監督：内藤誠・制作：東映東京）[203]　-　ゲスト出演

- キャロル（1974年6月22日公開、監督：龍村仁、脚本：小野耕世、撮影：仙元誠三、制作：怪人二十面相プロ / ATG、上映：アートシアター新宿文化、日劇文化劇場）